# 20y20
20y20 (estilizado como LUCERO 20y20, e também conhecido como 20+20) é o quarto álbum de compilação da atriz e cantora mexicana Lucero, lançado em 28 de Agosto de 2020 pelas gravadoras Universal Music Latino e Fonovisa Records. É um álbum comemorativo aos quarenta anos de sua carreira, além de fazer alusão ao ano do lançamento (2020). Reúne além de canções antigas, há versões remixes e regravações ao vivo, e também algumas canções em português. O álbum foi limitamente lançado em download digital e streaming por conta da pandemia da COVID-19. 20y20 faz parte da campanha de celebração juntamente com o especial Mucho que Contar de seu canal oficial do YouTube, em que Lucero relata fatos marcantes e principais de sua trajetória artística.

## Divulgação e lançamento
Sem muito alarde, no dia 18 de Agosto de 2020, Lucero começou postar vídeos misteriosos em seu Twitter com mensagens e frases positivas com a música "Te Deseo lo Mejor" ao fundo. Todos os vídeos continham o título Lucero 20y20. No mesmo dia, a gravadora Fonovisa Records reforçou mais ainda a divulgação também no Twitter repostando os vídeos com a legenda "Estão prontos?". O empresário da artista posteriomente confirmou que Lucero 20y20 seria um álbum de comemoração aos 40 anos de carreira da artista. Em 28 de Agosto, Lucero fez uma conferência virtual para apresentar o álbum a imprensa. No mesmo dia, foi lançado álbum nas plataformas digitais e o clipe do seu single principal "Te Deseo lo Mejor". A produção do vídeo foi simples e feita pela própria artista e sua equipe, e contou com a edição de uma fã espanhola.

## Singles
Em 21 de Agosto de 2020, foram lançados quatro singles do álbum em formatos download digital e streaming. Pela ordem de divulgação, o primeiro é uma versão remix de "Te Deseo lo Mejor", gravado originalmente para seu álbum ao vivo En Concierto de 2013; o segundo é uma versão ao vivo da canção "Ya No", um dos grandes sucessos da artista, escrita por Rafael Pérez Botija para o álbum Sólo Pienso en Ti de 1991; o terceiro é a canção popular "Cien Años", gravada originalmente por Pedro Infante em 1953, e regravada por Lucero em 2007 para o álbum Homenaje a Pedro Infante: 50 Aniversario; e o quarto e último é uma versão ao vivo da canção "Jardinera", gravado para o álbum Un Lu*Jo de 2012.

## Faixas
| N.º            | Título                                              | Compositor(es)                                        | Álbum original          | Duração |  |
| 1.             | "Te Deseo lo Mejor (20y20)"                         | Lucero                                                | –                       | 3:36    |  |
| 2.             | "No Pudiste Amar Así (20y20)"                       | Lucero                                                | –                       | 3:56    |  |
| 3.             | "Dueña de tu Amor (20y20)"                          | Lucero Karla Aponte Silvio Richetto                   | –                       | 3:34    |  |
| 4.             | "Cómo Tú (feat. Luciano Pereyra)"                   | Luciano Pereyra Andrés Castro Guianko Gómez           | Sólo Me Faltabas Tú     | 3:38    |  |
| 5.             | "Tácticas de Guerra (En Vivo / 20y20)"              | Luis Cabañas Miguel Gallardo                          | –                       | 3:57    |  |
| 6.             | "Ya No (En Vivo / 20y20)"                           | Rafael Pérez Botija                                   | –                       | 3:46    |  |
| 7.             | "Tanto (En Vivo / 20y20)"                           | Di Felisatti José Ramón Florez                        | –                       | 3:43    |  |
| 8.             | "Sobreviviré (En Vivo / 20y20)"                     | Pérez Botija                                          | –                       | 3:54    |  |
| 9.             | "Quién Como Tú (feat. Luis Fonsi)"                  | Ana Gabriel                                           | Aquí Estoy              | 3:08    |  |
| 10.            | "Que Te Ruegue Quien te Quiera (En Vivo / 20y20)"   | Oscar Álvarez                                         | –                       | 3:07    |  |
| 11.            | "Adicta a Tí (En Vivo / 20y20)"                     | Joan Sebastian                                        | –                       | 3:14    |  |
| 12.            | "Cien Años (En Vivo / 20y20)"                       | Rubén Fuentes Alberto Cervantes                       | –                       | 3:38    |  |
| 13.            | "Mi Ciudad (En Vivo / 20y20)"                       | Eduardo Salas Guadalupe Trigo                         | –                       | 4:01    |  |
| 14.            | "De Qué Manera te Olvido (En Vivo / 20y20)"         | Federico Méndez                                       | –                       | 2:57    |  |
| 15.            | "Jardinera (En Vivo / 20y20)"                       | Sebastian                                             | –                       | 3:00    |  |
| 16.            | "Popurrí Mexicano (En Vivo / 20y20)"                | Juan Gabriel                                          | –                       | 5:17    |  |
| 17.            | "A Través del Vaso (feat. Banda los Sebastianes)"   | Horacio Palencia Carlos Rivera                        | Sólo Me Faltabas Tú     | 3:01    |  |
| 18.            | "Necesitaría"                                       | Ernesto Martínez María I. Herbert Z.                  | Más Enamorada con Banda | 3:18    |  |
| 19.            | "Siempre te Necesito (feat. Gerardo Ortíz)"         | Aaron Padilla                                         | Sólo Me Faltabas Tú     | 3:29    |  |
| 20.            | "Hasta que Amanezca"                                | Sebastian                                             | Enamorada con Banda     | 3:05    |  |
| 21.            | "Vez Devórame Otra Vez"                             | Palmer Hernández                                      | Más Enamorada con Banda | 3:11    |  |
| 22.            | "Me Deshice de tu Amor"                             | José Luis Hernández Chagoya Alfonso de la Cruz García | Sólo Me Faltabas Tú     | 3:15    |  |
| 23.            | "Te Quiero Para Mí"                                 | Héctor Plácido Cortez William Gómez                   | Enamorada con Banda     | 3:41    |  |
| 24.            | "Sólo Me Faltabas Tú (feat. Banda Los Sebastianes)" | Luna                                                  | Sólo Me Faltabas Tú     | 3:28    |  |
| 25.            | "A Pesar de Todo"                                   | Palencia Rivera                                       | Más Enamorada con Banda | 3:14    |  |
| 26.            | "Eu Tô de Olho (En Vivo)"                           | Edu Camargo Arnaldo Saccomani                         | Brasileira en Vivo      | 3:21    |  |
| 27.            | "Evidencias (En Vivo)"                              | José Augusto Paulo Sérgio Valle Gabriel               | Brasileira en Vivo      | 4:28    |  |
| 28.            | "Trem Bala (En Vivo)"                               | Ana Vilela                                            | Brasileira en Vivo      | 6:05    |  |
| 29.            | "Ya No"                                             | Pérez Botija                                          | Sólo Pienso en Ti       | 3:37    |  |
| 30.            | "Electricidad"                                      | Pérez Botija                                          | Sólo Pienso en Ti       | 4:03    |  |
| 31.            | "Cuéntame"                                          | Ramón Florez César Valle                              | Cuéntame                | 3:32    |  |
| 32.            | "Sobreviviré"                                       | Pérez Botija                                          | Lucero                  | 3:18    |  |
| 33.            | "Vete con Ella (Chapel of Love)"                    | Jeff Barry Ellie Greenwich Phil Spector               | Lucerito                | 3:40    |  |
| 34.            | "Veleta"                                            | Pérez Botija                                          | Lucero                  | 4:23    |  |
| 35.            | "El Privilegio de Amar (feat. Manuel Mijares)"      | Jorge Avendaño                                        | El Privilegio de Amar   | 3:58    |  |
| 36.            | "Llorar"                                            | Sebastian                                             | Lucero de México        | 2:42    |  |
| 37.            | "Vete por Donde Llegaste (Jugo de Piña)"            | Domingo Rullo                                         | Cuándo Sale un Lucero   | 3:37    |  |
| 38.            | "Indispensable"                                     | Lucero Aponte César Lemos                             | Indispensable           | 3:02    |  |
| 39.            | "Esta Vez la Primera Soy Yo"                        | Lucero Aponte Lemos Ernesto Fernández                 | Indispensable           | 3:15    |  |
| 40.            | "No Me Dejes Ir"                                    | Lucero                                                | –                       | 3:43    |  |
| Duração total: | Duração total:                                      | Duração total:                                        | Duração total:          | 120:25  |  |